# Santa Cruz de la Zarza
Santa Cruz de la Zarza este un oraș în Spania.

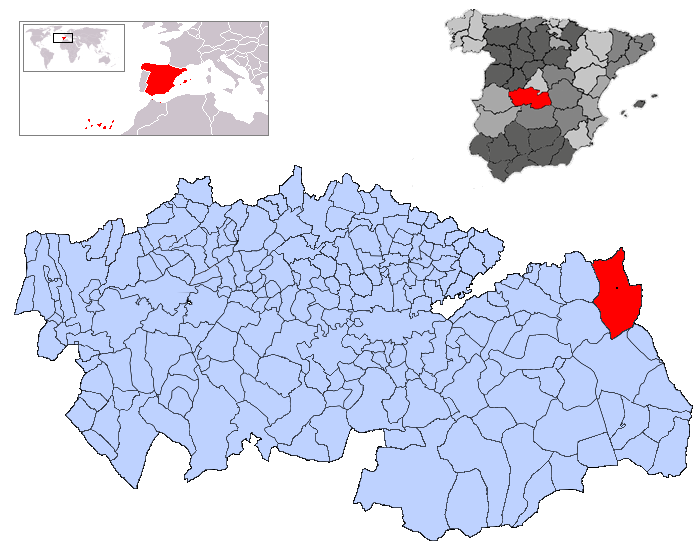
Biserica-Castel din Santa Cruz de la Zarza

Poti sâ vezi unde este Santa Cruz de la Zarza în Google Maps.
1. ↑  Nomenclátor Geográfico de Municipios y Entidades de Población (20240402 edition)